# Lissonota conocola
Lissonota conocola là một loài tò vò trong họ Ichneumonidae.